# Leinatal
Leinatal era un comune tedesco della Turingia.

## Storia
Il 31 dicembre 2019 il comune di Leinatal venne aggregato al comune di Georgenthal.